# 北条時尚
北条 時尚（ほうじょう ときなお、生没年不詳）は、鎌倉時代の武士。北条義時の子。通称陸奥七郎。尚村とも。

## 略歴
北条義時と伊賀の方との間に生まれる。将軍側近として、将軍への五御馬や献上馬の牽役を務めていた。寛元元年（1243年）7月17日、将軍の臨時出御の際、供奉人を務めた。文永8年（1271年）8月出家。